# تود تيري
تود تيري (بالإنجليزية: Todd Terry)‏ هو ملحن ودي جيه ومنتج أسطوانات أمريكي، ولد في 18 أبريل 1967 في بروكلين في الولايات المتحدة.

## وصلات خارجية
- الموقع الرسمي
- تود تيري على موقع ميوزك برينز (الإنجليزية)
- تود تيري على موقع ميوزك برينز (الإنجليزية)
- تود تيري على موقع أول ميوزيك (الإنجليزية)
- تود تيري على موقع ديسكوغز (الإنجليزية)
- تود تيري على موقع ديسكوغز (الإنجليزية)